# دی‌متیل‌هیدرازین نامتقارن
دی‌متیل‌هیدرازین نامتقارن (به انگلیسی: Unsymmetrical dimethylhydrazine) با فرمول شیمیایی C
۲N
۲H
۸ یک ترکیب شیمیایی با شناسه پاب‌کم ۵۹۷۶ است. که جرم مولی آن ۶۰٫۰۹۸۳ g/mol می‌باشد. شکل ظاهری این ترکیب، مایع شفاف بی‌رنگ است.